# Jean-Jacques Ambert
Pour les articles homonymes, voir Ambert (homonymie).
Jean-Jacques Ambert, né le 30 septembre 1765 à Saint-Céré dans le Lot, de Jacques Ambert, marchand, et Marie Anne Rouchon, et mort le 20 novembre 1851 à Saint-Claude en Guadeloupe, est un général d'Empire élevé au rang de baron.

## Carrière militaire
Jean-Jacques Ambert s'embarque en 1780, comme volontaire sur le Pluton, et assiste à la prise des îles de Tobago et de Sainte-Lucie. De retour en France en 1783, il combat les Prussiens comme chef du 2e bataillon de volontaires du Lot. Nommé lieutenant-colonel le 7 juillet 1792, général de brigade le 22 septembre 1793, puis général de division le 12 novembre 1793 aux armées de Rhin-et-Moselle, il commande l'aile gauche à la bataille de Kaiserslautern, et participe au blocus de Mayence. Il rejoint ensuite l'Armée d'Italie. 
Début 1800, il est envoyé en Corse, devenue depuis 30 ans une possession française, afin de réprimer les dernières insurrections. En mars 1800, alors à la tête d'un bataillon de 800 soldats, il prit la route de Santa-Reparata-di-Moriani, en Haute-Corse. Après une première halte, il ordonne à titre d'exemple l'exécution de vingt-cinq habitants de San-Giovanni-di-Moriani, en faisant pendre quinze femmes et fusiller dix hommes. Les habitants du Pinzu, (qui avec les villages de Forci et Penti forment Santa-Reparata-di-Moriani), apprirent les exactions commises par l'armée française à San-Giovanni-di-Moriani. Ils décidèrent alors de cacher les anciens et les enfants dans le maquis. Puis prenant les armes, ils se barricadèrent dans les habitations du village. Le village tomba après trois jours de combats. Ambert ordonna l’exécution d'une partie des survivants. 167 hommes furent envoyés au bagne d'Embrun. Certaines femmes se sont alors poignardées elles-mêmes pour éviter de tomber entre les mains des soldats français.
Ami des généraux Hoche, Kléber, Marceau, Desaix, Moreau, Pichegru, il partage la disgrâce des deux derniers et est alors éloigné, muté à la Guadeloupe en qualité de gouverneur. 
Il subit sous les tropiques tous les feux du climat et de la guerre civile. Considéré comme trop passif face au désordre, il est destitué en 1808. Il s'échappe de la colonie et revient en France où il demande à être jugé. La commission militaire, présidée par un maréchal d'Empire, l'acquitte à l'unanimité en 1812. Il est chargé en 1813, de la 17e division militaire en Hollande. En 1815, lors de la Première Restauration, il reçoit le commandement de la 9e division militaire. 
Consulté lors du débarquement de Napoléon Ier sur les moyens d'arrêter sa marche, il donne des conseils qui ne sont pas suivis. Il fait acte de soumission au nouveau gouvernement impérial et est chargé, lors des Cent-Jours, d'une partie la ligne de défense autour de Paris, le long du canal de l'Ourcq. Après la seconde abdication de Napoléon, il suit l'armée sur la Loire, et après le licenciement de cette armée il rentre dans la vie civile et est élevé au rang de baron d'Ambert. Admis définitivement à la retraite le 11 juin 1832, il est élu en 1835, Président du Conseil Colonial de la Guadeloupe (1833-1845). Il contribua efficacement à faire abolir l'esclavage à la Guadeloupe, et il meurt à Saint-Claude le 20 novembre 1851. Il repose au cimetière militaire du fort Saint Charles à Basse-Terre.
Son fils Joachim Ambert (8 février 1804 - 31 mars 1890) fut également général.

## Distinctions
Le général Ambert est grand-officier de la Légion d'honneur, il fait partie des 558 officiers à avoir son nom gravé sous l'arc de triomphe de l'Étoile.

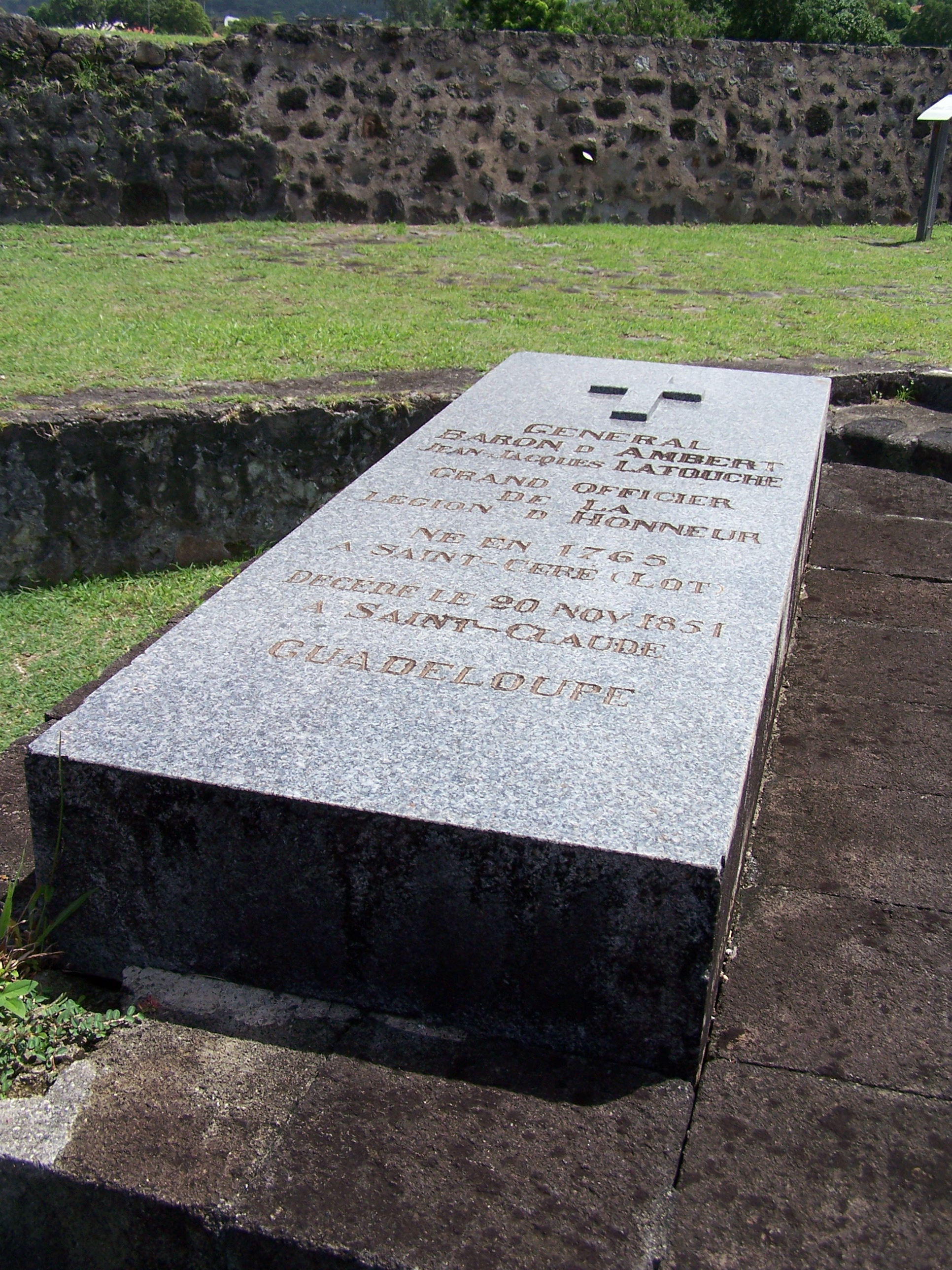
Tombe du général Jean-Jacques Ambert.
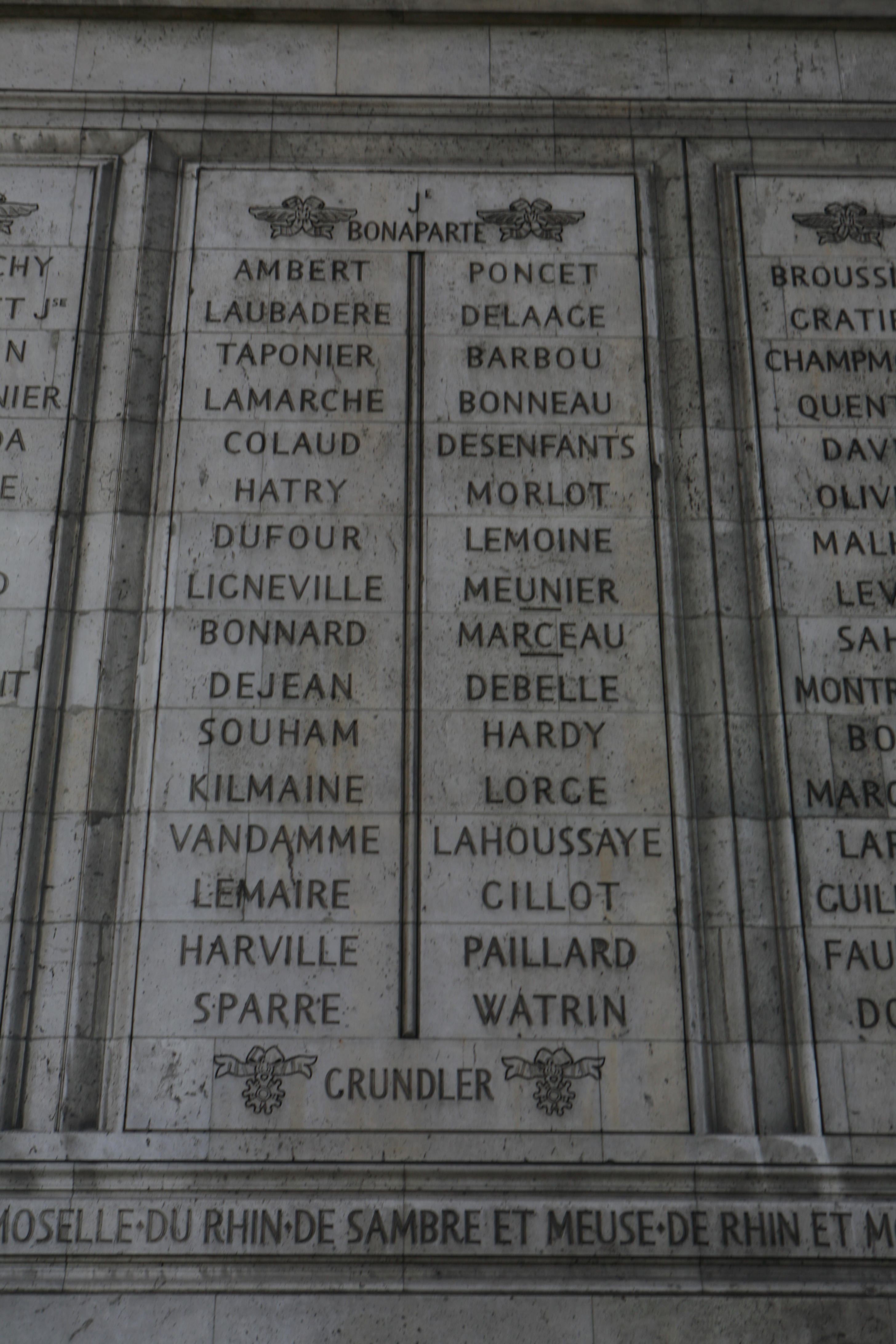
Noms gravés sous l'arc de triomphe de l'Étoile : pilier Nord, 5e et 6e colonnes.

## Sources
- « Jean-Jacques Ambert », dans Charles Mullié, Biographie des célébrités militaires des armées de terre et de mer de 1789 à 1850, 1852 [détail de l’édition]
- « Site de Jacques Long »(Archive.org • Wikiwix • Archive.is • Google • Que faire ?)
- Les papiers personnels de Jean-Jacques Ambert et des généraux Ambert sont conservés aux Archives nationales sous la cote 168AP[1].